# Markus Thorandt
Markus Thorandt (* 1. April 1981 in Augsburg) ist ein ehemaliger deutscher Fußballspieler.

## Karriere
Thorandt spielte auf der Position des Innenverteidigers, früher wurde er im rechten Mittelfeld eingesetzt. Er begann seine Laufbahn beim TSV Königsbrunn und setzte diese ab 1997 beim FC Augsburg fort.
Dort debütierte er im Juli 1999 im Regionalligateam und kam nach dem Lizenzentzug der Schwaben im Sommer 2000 regelmäßig in der Bayernliga zum Einsatz.
2002 gelang dem FCA der Wiederaufstieg in die Regionalliga Süd. Thorandt war ein fester Bestandteil der Augsburger Regionalligamannschaft, kam aber meist nur als Einwechselspieler zum Zuge. Erst in der Saison 2005/06, in der den Augsburgern der Aufstieg in die 2. Bundesliga gelang, war Thorandt als Stammspieler gesetzt.
Im April 2006 entschied sich der gebürtige Augsburger gegen eine Vertragsverlängerung beim FC Augsburg und wechselte zur Saison 2006/07 zu den Münchner Löwen. Bei 1860 kam er auf 75 Einsätze in der 2. Bundesliga, in denen er fünf Tore erzielen konnte, und wurde darüber hinaus fünfmal in der U23 in der Regionalliga Süd eingesetzt, wo ihm ein Treffer gelang.
Im Sommer 2009 wechselte Thorandt zum FC St. Pauli, er unterschrieb dort einen Vertrag bis 2012. In der Spielzeit 2009/2010 gelang ihm unter Trainer Holger Stanislawski der Bundesligaaufstieg. Im Januar 2014 wurde sein Vertrag beim FC St. Pauli bis 2015 verlängert (plus einjähriger Option, welche nicht gezogen wurde). In der Spielzeit 2014/2015 konnte er aufgrund einer Knieverletzung nur 2 Spiele Absolvieren, woraufhin sein auslaufender Vertrag nicht mehr verlängert wurde.

## Trivia
Er ist verheiratet und wohnt mit seiner Familie in Bobingen. Nach seiner aktiven Laufbahn beendete er sein Sportmangment-Fernstudium und wurde vom FC Augsburg und der Sportmangemantagentur Lagardère angestellt.